# Misodendraceae
Misodendron es un género de plantas parásitas que viven sobre varias especies de nothofagus. Existen unas 15 especies nativas de Sudamérica, en el sector sur de la cordillera de los Andes.
Misodendron es el único género de la familia, Misodendraceae, en el orden Santalales. La familia ha sido reconocida por el sistema APG II de 2003, que le asigna el orden Santalales.
Es un ectoparásito y autótrofo, además de ser polifago y epifitoide. 

## Especies seleccionadas
- Misodendron antarcticum
- Misodendron bracystachyum
- Misodendron commersoni
- Misodendron contractum
- Misodendron densifolium
- Misodendron punctulatum
- Misodendron linearifolium

## Sinónimos
- Misodendrum, Myzodendron.